# Héctor Zelaya
Héctor Ramón Zelaya Rivera (* 12. August 1957 in Trinidad, Santa Bárbara, Honduras) ist ein ehemaliger honduranischer Fußballspieler. Er wurde vorrangig als Abwehrspieler eingesetzt. Unter anderem spielte er für CD Motagua.

## Leben

### Verein
Héctor Ramón Zelaya Rivera begann seine Karriere 1976 als defensiver Mittelfeldspieler beim CD Motagua im Alter von 17 Jahren. Am 7. März 1976 hatte er sein erstes Spiel für diesen Verein in der Liga Nacional de Fútbol Profesional de Honduras in einem 1:0-Sieg gegen Atlético Olanchano. Dort blieb er mit 6 Jahren die längste Zeit seiner Laufbahn.
Im Jahr 1982 wechselte er für eine Saison zu Deportivo La Coruña. Ein Jahr später ging er wieder zum CD Motagua, den er im selben Jahr auch wieder verließ. Sein letztes Spiel für Motagua spielte er im Alter von 24 gegen Universidad.

### Nationalmannschaft
Héctor Zelaya spielte bei der U-20-Fußball-Weltmeisterschaft in drei Spielen für Honduras U-20.
Bei der Fußball-Weltmeisterschaft 1982 schoss er das erste von bisher zwei Toren in der Geschichte der Honduranischen Fußballnationalmannschaft im Spiel gegen Spanien. Nachdem er am Strafraum vorbeigespielt hatte, schoss er über den Torwart ins Tor. Vor dem Spiel hatte Zelaya einen Meniskusriss erlitten und wurde operiert. Dieser war jedoch noch nicht richtig verheilt und er hatte deshalb Schmerzen während des Spiels. Austragungsort des Spiels war Valencia, Spanien.

## Abgang
Nach seiner Karriere als Fußballspieler arbeitete er 25 Jahre lang auf der Kaffeeplantage der Familie seiner Frau Marlen Perdomo. Mit ihr hat er vier Kinder: Héctor, Iving, Alejandra and Marlen. Er arbeitete auch für das Kinder-Fußballprogramm Fútbol para la vida.